# 落合克宏
落合 克宏（おちあい かつひろ、1957年〈昭和32年〉10月1日 - ）は、日本の政治家。神奈川県平塚市長（3期）。元平塚市議会議員（2期）。

## 来歴
神奈川県平塚市田村出身。平塚市立神田小学校、平塚市立神田中学校、神奈川県立平塚江南高等学校卒業。1981年3月、明治大学法学部卒業。同年4月、平塚市役所勤務。2002年（平成14年）12月、同市役所を退職。
2003年（平成15年）4月、平塚市議会議員選挙に無所属で出馬し、初当選。2007年（平成19年）4月の市議選で2期目の当選。同年5月、平塚市議会の議長に就任。
2011年（平成23年）4月24日執行の平塚市長選挙に無所属で出馬し、元衆院議員秘書の新人、減税日本公認の新人らを破り初当選。投票率は、49.88％だった。同年4月30日、市長に就任。
2015年（平成27年）、再選。2019年（平成31年）、平塚市国際交流協会理事の谷容子を破り、3期目の当選を果たした。

## 政策・人物
- 2013年（平成25年）10月11日、平塚市が推し進める再開発予定地にある農地約1000平米を2010年（平成22年）に妻の名義で購入していた事実が発覚した[6]。

- 2020年（令和2年）5月18日、新型コロナウイルス対策の財源に充てるため、自身の6月から2021年（令和3年）3月までの月額給与を20％減額する条例案を市議会臨時会に提出した。副市長については10％、教育長と常勤監査委員、病院事業管理者については7％減額する。期末勤勉手当も減額の対象となる。同日、同条例案は可決された[7]。